# Peter Handke
Peter Handke (n. 6 decembrie 1942, Griffen⁠(d), Carintia, Austria) este un dramaturg și romancier avangardist de origine austriacă, laureat al Premiului Nobel pentru Literatură (2019), „pentru influenta creație care, cu ingeniozitate artistică, a explorat periferia și specificitatea experienței umane”.